# Taksony
Taksony là một làng thuộc hạt Pest, Hungary. Làng này có diện tích 20,85 km², dân số năm 2010 là 6304 người, mật độ 302 người/km².